# 바츨라프 1세 (보헤미아 공작)
바츨라프 1세(체코어: Václav I., 907년경 ~ 935년 9월 28일)는 보헤미아의 공작(재위: 921년 ~ 935년)이자 체코의 로마 가톨릭교회, 동방정교회 성인이다. 성 바츨라프(체코어: Svatý Václav 스바티 바츨라프[*])라는 별칭으로 부르기도 한다.

## 생애
성 키릴루스와 성 메토디우스를 통해 기독교로 개종한 보르지보이 1세의 손자로서 프라하 출신이다. 그의 할머니인 루드밀라(Ludmila)는 바츨라프를 기독교도로 키웠다.
13세 때였던 921년에 자신의 아버지였던 브라티슬라프 1세가 사망한 뒤부터 바츨라프는 보헤미아의 공작으로 즉위했으며 그의 할머니인 보헤미아의 루드밀라가 섭정 역할을 수행했다. 루드밀라는 자신의 며느리이자 바츨라프의 어머니였던 드라호미라(Drahomíra)가 귀족들의 높은 지지를 받고 있다는 것을 알고 베로운 인근에 있던 테틴(Tetín) 성에서 은신했지만 921년 9월 15일에 드라호미라에게 살해당하고 만다.
바츨라프는 18세 때였던 924년 또는 925년에 자신의 어머니였던 드라호미라를 추방시키면서 실권을 장악하는 한편 코우르짐(Kouřim)의 공작으로 있던 라트슬라프(Radslav)가 일으킨 반란을 진압했다. 또한 프라하에 성 비투스 대성당을 건립했다.
929년 초에는 동프랑크 왕국의 국왕인 바이에른의 아르눌프와 작센 공작 하인리히 1세가 동맹 관계를 수립하고 보헤미아를 침공했다. 바이에른-작센 연합군은 보헤미아의 바츨라프에게 조공을 요구했지만 바츨라프는 보헤미아의 독립성을 주장하면서 조공을 거부했다.
935년 9월에는 자신의 동생이었던 볼레슬라프(볼레슬라프 1세)와 그를 따르는 귀족들이 바츨라프를 살해하려는 계획을 세웠다. 바츨라프는 935년 9월 28일에 스타라볼레슬라프(Stará Boleslav, 현재의 체코 브란디스나트라벰스타라볼레슬라프(Brandýs nad Labem-Stará Boleslav))에서 열린 성 코스마스와 다미아노스 축일 행사에 볼레슬라프를 초대했지만 볼레슬라프의 부하들에 의해 살해당했다.
체코 프라하에 위치한 바츨라프 광장은 그의 이름에서 유래된 이름이며 광장 안에는 그의 기마동상이 세워져 있다. 또한 체코에서는 9월 28일이 성 바츨라프의 날이라는 이름의 공휴일로 지정되어 있다.
| 전임 브라티슬라프 1세 | 보헤미아의 공작 921년 ~ 935년 | 후임 볼레슬라프 1세 |